# Mesochorus diversicolor
Mesochorus diversicolor (лат.) — вид наездников рода Mesochorus из семейства Ichneumonidae (Mesochorinae). Северная Америка: Канада.

## Описание
Наездники мелких размеров. Длина тела 3,4—5,1 мм. Длина переднего крыла от 3,2 до 4,4 мм. В усиках 29—35 флагелломеров. Mesochorus diversicolor сходен с видом M. tachypus и может быть диагностировать от него по следующей комбинации признаков: 1) бледная окраска самки, 2) базальная область проподеума не петиолевидная. Мезосома самки в основном коричневато-жёлтая, мезоскутум с коричневыми боковыми полосами, а проподеум базально коричневатый. Окраска самца как у самки, но с белым цветом на лице и на передних и средних тазиках. Передний край мезоплевр отделён от верхнего конца препектального валика расстоянием равным толщине жгутика усика. На щеках есть бороздка между жвалами и глазом. Жвалы с 2 зубцами. Лицо и наличник не разделены бороздкой а слиты в единую поверхность. Зеркальце переднего крыла ромбическое, большое. Лапки с гребенчатыми коготками.
Гиперпаразитоид бабочек из семейств Tortricidae и Gelechiidae.